# Herb Białogardu
Herb Białogardu – jeden z symboli miasta Białogard w postaci herbu.

## Wygląd i symbolika
Herb przedstawia w srebrnym polu czerwonego gryfa wspiętego, ponad błękitną, falującą wstęgą.
Gryf to symbol Pomorza Zachodniego i dynastii Gryfitów, a błękitna fala symbolizuje płynącą przez miasto rzekę Parsętę.

## Historia
Najstarsza znana pieczęć o średnicy 49 mm pochodzi z 1387 roku. Przedstawia gryfa nad rzeką, zwróconego w prawo. W obwodzie napis: SECRETUM CIVITAS BELGART. Od XVII wieku zamiast rzeki zaczęto przedstawiać murawę.